# 네버랜드 랜치

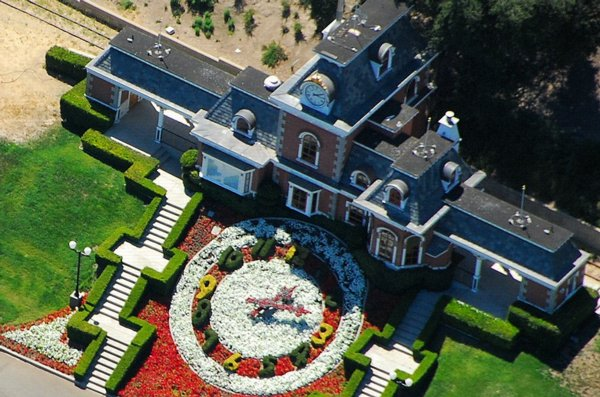
네버랜드에 지어진 기차역

네버랜드 랜치(Neverland Ranch)는 마이클 잭슨의 저택이었다. 미국 캘리포니아주 산타바바라에 위치하고 있다.

## 역사
마이클 잭슨이 장차 자신의 땅이 될 이곳을 우연히 처음 보게 된 건 폴 매카트니와 함께 부른 〈Say Say Say〉의 뮤직비디오를 촬영할 때였다. 임시로 빌린 방대한 영지는 귀리를 재배하고 가축을 사육하는 곳이었다. 마이클 잭슨은 첫눈에 반해버렸다. 1988년, 그 땅의 소유주인 윌리엄 본은 자신의 장원을 3,500만 달러에 내놓는다. 마이클은 잔뜩 들떠서는 그 땅을 사려고 했다. 하지만 변호사 존 브랜카는 매매가가 너무 비싸다며 가격을 흥정하려 했다. 브랜카는 윌리엄의 결심을 굽히고 땅의 절반 가격으로 사들인다.
캘리포니아주 산타바바라에 위치한 1,400헥타르에 달하는 그 거대한 녹지대에 헤이튼 허스트 저택의 모습을 그대로 재현하고, 거기에 놀이시설과 호수, 대형 수영장, 놀이터, 동물원까지 갖추었다. 마이클은 자신의 저택을 제임스 배리와 그의 상상의 나라를 기리며 네버랜드라고 이름지었다. 마이클은 그곳에 아이들과 수백 명의 스타들, 그리고 기자 한 명까지 초대한다. 현재는 마이클이 2,350만 달러에 맞바꾸었기 때문에 그의 소유지가 아니다.
마이클 잭슨은 1988년부터 2005년까지 17년동안 이 곳에서 거주했다. 다양한 놀이시설과 호수, 영화관, 기차역 등 각종 편의시설이 설치되어 있는 까닭에 마이클 잭슨은 이 곳에서 거주할 당시 대부분의 여가생활을 네버랜드 안에서 해결했으며, 1990년대부터 2000년대 초반까지는 어린이들을 네버랜드로 종종 초청해 함께 놀이기구를 타고 식사를 제공하는 등 여러 자선활동도 했다. 그러나 유지비용이 연간 500만 달러 이상 든 탓에 경제적인 적자가 상당했으며, 1993년과 2003년에는 잭슨이 아동 성추행 사건에 연루되면서 산타바바라 주립 경찰이 네버랜드를 압수수색하기도 했다.
마이클 잭슨은 2번째 아동 성추행 재판에서 무죄 판결을 받은 2005년 네버랜드 렌치를 떠나 로스앤젤레스 인근에 따로 거처를 마련했고, 2009년 사망하기 전까지 단 한번도 네버랜드를 방문하지 않았다. 또한 2차 아동 성추행 사건 전까지만 해도 여러 방문객들과 어린이들을 자택으로 초청하는 행사를 여러차례 가졌지만 사건 이후에는 이를 모두 중단하였다. 캘리포니아주 정부는 잭슨이 떠난 다음 해인 2006년 모든 시설을 폐쇄하도록 조치하였으며, 근무하던 직원들도 모두 해고처리되었다. 